# Włocławek (1852)
Włocławek (paropływ nr 9) – parowy wiślany statek pasażerski Królestwa Polskiego (środkowej Wisły) o napędzie bocznokołowym. Razem z bliźniaczym Płockiem zbudowany na linię Warszawa – Ciechocinek.

## Historia
Parostatek został wykonany na zamówienie Andrzeja Zamoyskiego dla Spółki Żeglugi Parowej. Był w służbie od 1852 roku jako paropław nr 9. W dniu 6 czerwca 1853 roku odbył się jego chrzest pod nazwą Włocławek.
Statek był wyposażony m.in. w pokład spacerowy, restaurację i jadalnię, salonik, buduar dla kobiet oraz kabiny pasażerskie. Oprócz załogi zatrudniał również orkiestrę.